# ماری-آنتوینی کاتوتو
ماری-آنتوینی کاتوتو (انگلیسی: Marie-Antoinette Katoto؛ زادهٔ ۱ نوامبر ۱۹۹۸) بازیکن فوتبال اهل فرانسه است.
از باشگاه‌هایی که در آن بازی کرده‌است می‌توان به باشگاه فوتبال زنان پاری سن ژرمن اشاره کرد.
وی همچنین در تیم‌های ملی فوتبال زنان فرانسه بازی کرده‌است.